# Huai Kha Khaeng
Le sanctuaire de faune de Huai Kha Khaeng (en thaï : ห้วยขาแข้ง), est une région protégée de la Thaïlande située dans les provinces de Kanchanaburi, Tak et Uthai Thani.
Créé le 4 septembre 1972, il fut déclaré patrimoine mondial par l'UNESCO conjointement avec le sanctuaire de faune de Thung Yai voisin en 1991,.
Huai Kha Khaeng s'étend à l'origine en 1972 sur 1631 km2 (163 100 ha soit 1 019 375 rai), puis à partir du 21 mai 1986 sur 2575 km2 (257 500 ha soit 1 609 150 rai) et depuis le 30 décembre 1992 sur 2780 km2 (278 000 ha soit 1 737 587 rai) ; Thung Yai a une surface de 3647 km2 (364 700 ha soit 2 279 500 rai).
Les sanctuaires de faune de Thung Yai-Huai Kha Khaeng forment la région protégée la plus grande de l'Asie du Sud-Est continentale, couvrant ainsi environ 6427 km2 (642 700 hectares soit 4 017 087 rai) (avec la réserve de la forêt de la rivière Nam Choan de 447 km2 soit 44 720 ha). Ce sont des sanctuaires difficiles d'accès et bien préservés, constitués d'un grand nombre de vallées et de petites plaines dont le fond se situe entre 250 et 400 m au-dessus de la mer et de près de 80 pics  culminant à plus de 1000 m d'altitude dont le mont Khao Yai à 1811 m dans le sanctuaire de Thung Yai et le mont Khao Pai à 1678 m dans le sanctuaire de Huai Kha Khaeng. Ces deux sanctuaires de faune englobent deux systèmes fluviaux importants, le haut Khwae Yai et le Khakhaeng Huai.

## Faune et flore

### Flore
La végétation du parc de Huai Kha Khaeng peut être répartie en différents habitats écologiques : forêts à feuillage persistant, forêts mixtes caduques, forêts de diptérocarpes, forêts tropicales humides de montagne et forêts ripicoles le long des cours d'eau.
Les forêts tropicales à feuillage persistant sont composées d'arbres et arbustes caractéristiques dipterocarpus turbinatus et vatica harmandiana, baccaurea ramiflora, polyalthia viridis et walsura trichostemon ... ainsi que d'arbres et arbustes que l'on trouve aussi dans les forêts mixtes caduques comme l'afzelia xylocarpa et le pterocarpus macrocarpus ; il y a de plus des plantes herbacées à fleurs alpinia, boesenbergia et zingiber, des fougères, des lianes et des orchidées.
Les forêts tropicales mixtes caduques sont constituées d'arbres et arbustes afzelia xylocarpa, bombax anceps, lagerstroemia cuspidata et pterocymbium tinctorium ... et de bambous bambusa bambos et tryrsostachys siamensis. Ce sont des forêts ouvertes aux lianes abondantes.
Les forêts tropicales sèches de diptérocarpes sont peuplées des caractéristiques arbres émergents géants shorea obtusa, shorea siamensis ... et d'une multitude de dipterocarpes dont le dipterocarpus obtusifolius.
Les forêts tropicales humides de montagne, à plus de 1000 m d'altitude, ont en particulier des arbres castanopsis.
Le sanctuaire de faune de Huai Kha Khaeng et le sanctuaire de faune de Thung Yai abritent la plus grande forêt ripicole de Thaïlande aux biotopes non coupés, non colonisés et non perturbés. Les forêts galeries le long des rivières et cours d'eau de cette région comptent de nombreux arbres elaeocarpus et des orchidées rares telle l'epipactis flava.

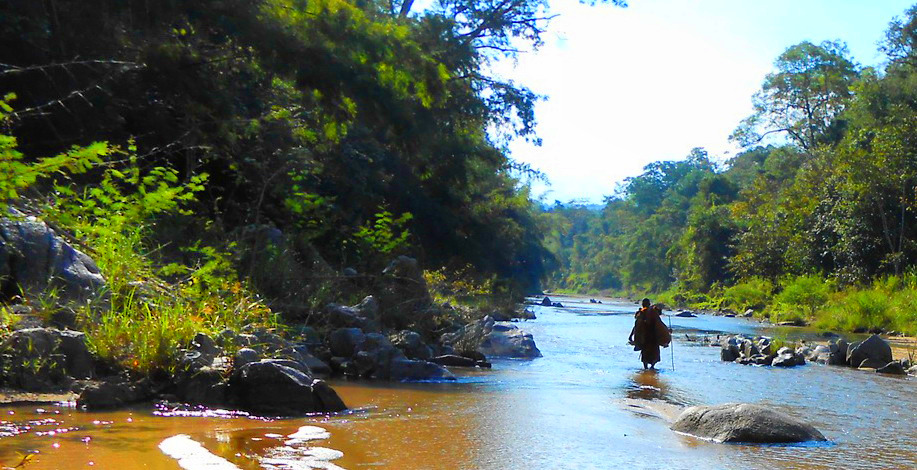
La plus grande forêt ripicole-forêt galerie de Thaïlande

### Faune
La faune de Thung Yai-Huai Kha Khang compte environ 120 mammifères, 400 oiseaux, 96 reptiles, 43 amphibiens, et 113 poissons d'eau douce. Il y a probablement plus d'espèces encore, mais non recensées.
Dans le seul sanctuaire de faune de Huai Kha Khaeng, on trouve plus de 62 espèces de mammifères, 268 espèces d'oiseaux, 111 espèces de reptiles et 48 espèces d'amphibiens.
À Huai Kha Khaeng, on peut observer :

#### Plus de 62 espèces de mammifères

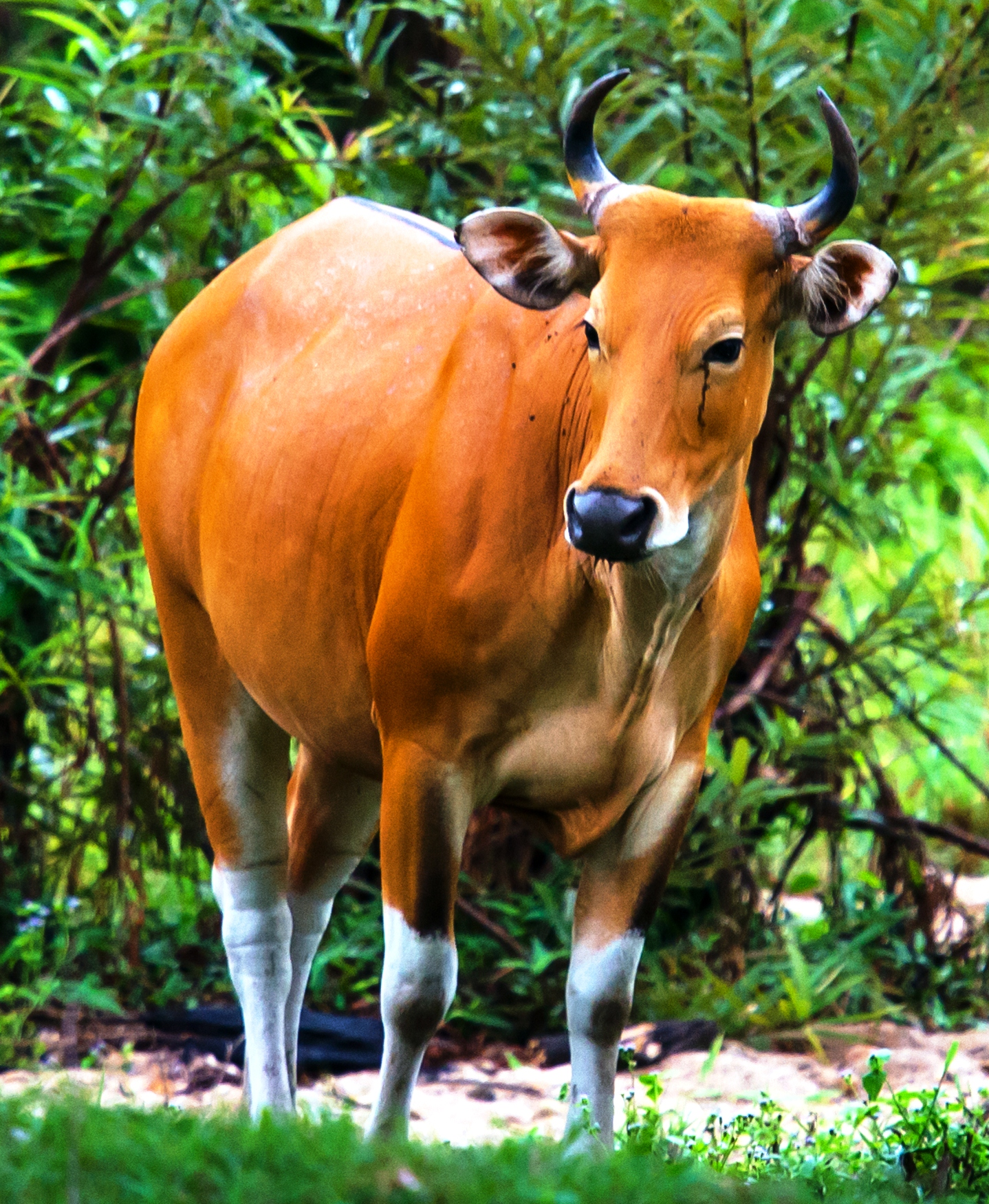
Banteng

- Bantengdes primates : macaque à queue de cochon du Nord, macaque d'Assam, macaque rhésus, macaque crabier et  macaque à face rouge ; gibbon à mains blanches ; semnopithèque à coiffe et semnopithèque de Phayre ... ;
- des félins : tigre d'Indochine, panthère (ou léopard) et panthère noire[9], panthère nébuleuse ... ;
- des civettes et apparentés : civette palmiste commune ... ;
- des canins : dhole (ou "chien sauvage d'Asie") et chacal doré ;
- des ours : ours malais et ours noir d'Asie ;
- des loutres et autres : loutre à pelage lisse et loutre cendrée, "blaireau-cochon" (ou blaireau à gorge blanche)... ;
- des éléphants d'Asie ;
- des rhinocéros de Sumatra ;
- des tapirs de Malaisie ;
- des cochons sauvages : sanglier ;
- des cerfs : cerf cochon, cerf d'Eld, muntjac de Fea, sambar ... ;
- des saros de Sumatra ;
- des bovins : gaur, banteng[10] et buffle d'Asie sauvage ;
- des écureuils : écureuil de Pallas (ou écureuil à ventre rouge) ...

Mammifères du sanctuaire de faune de Huai Kha Khaeng
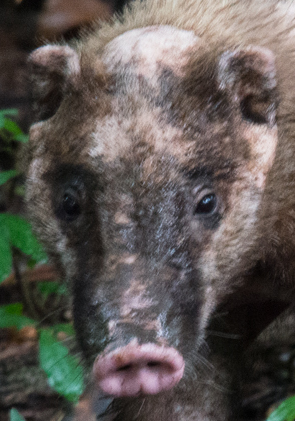
Blaireau cochon
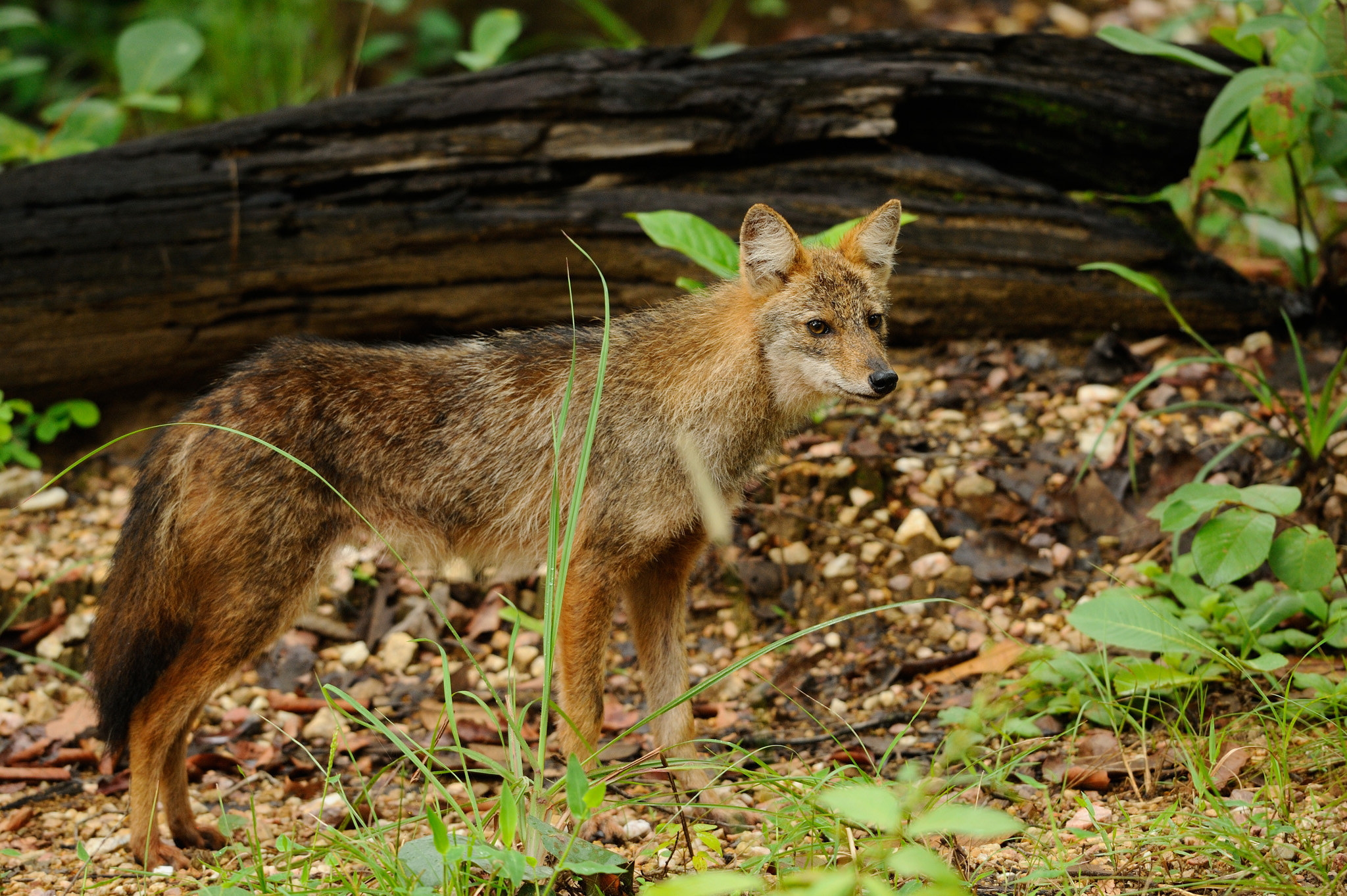
Chacal doré
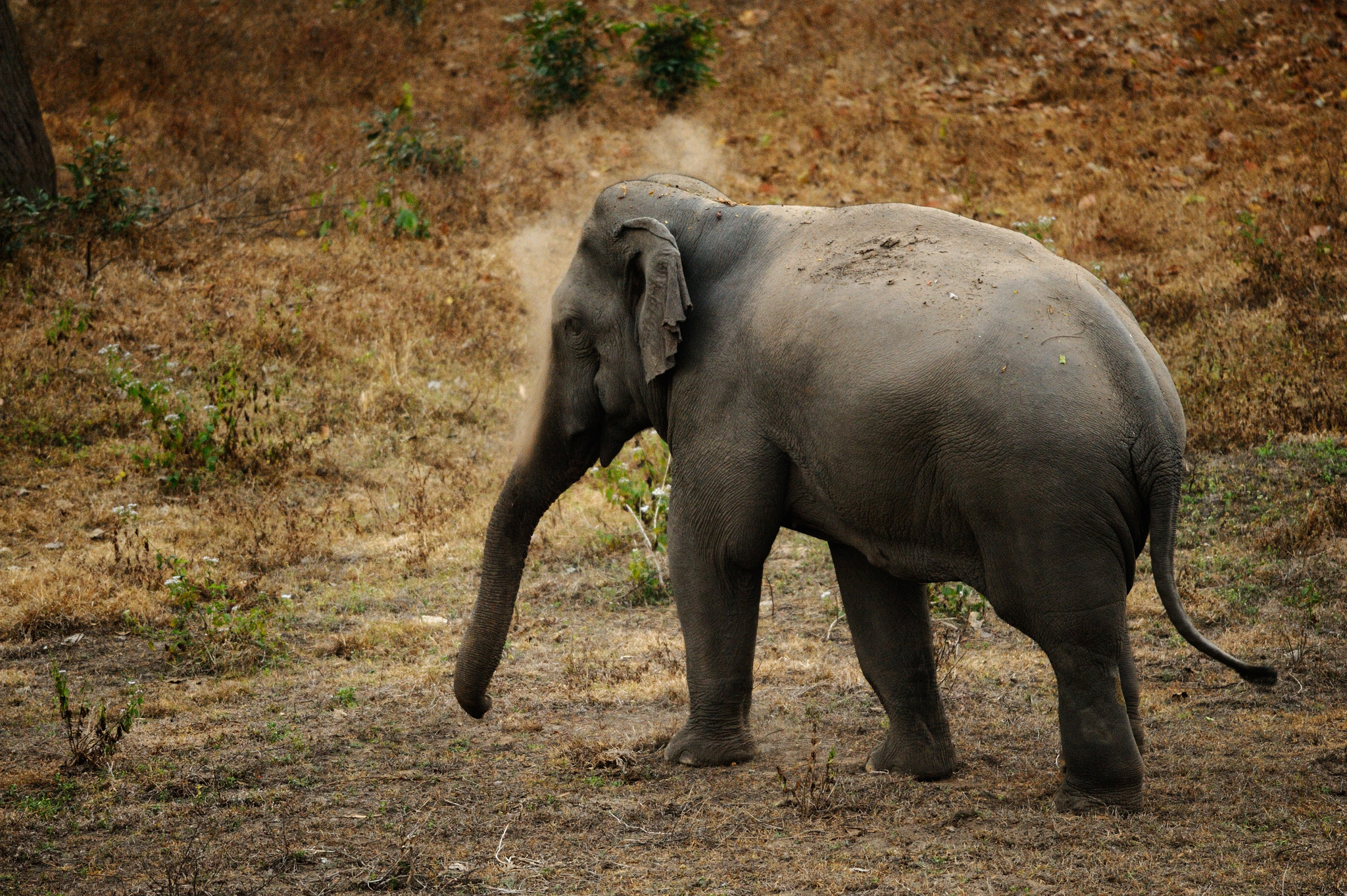
Éléphant d'Asie
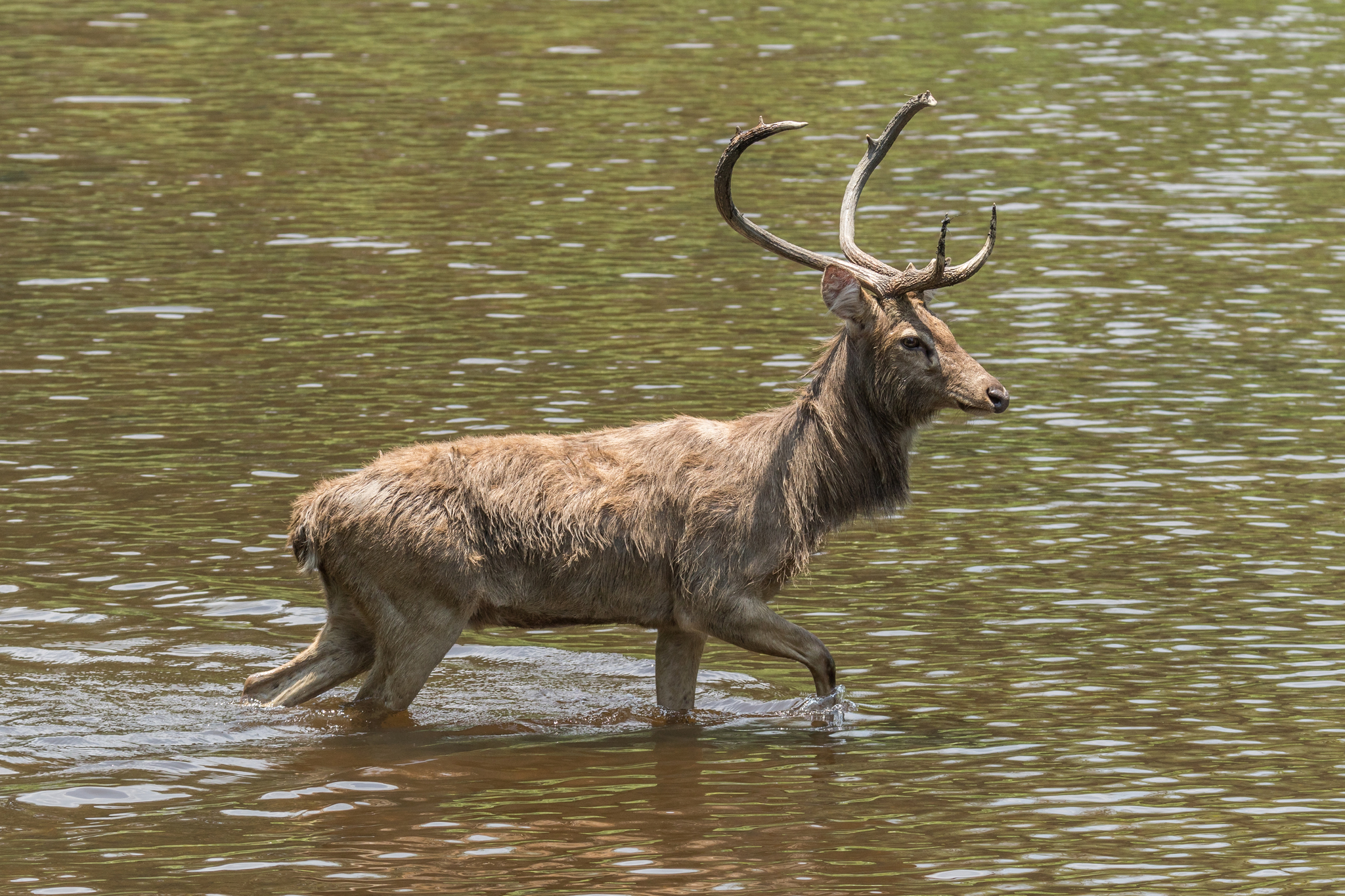
Cerf d'Eld
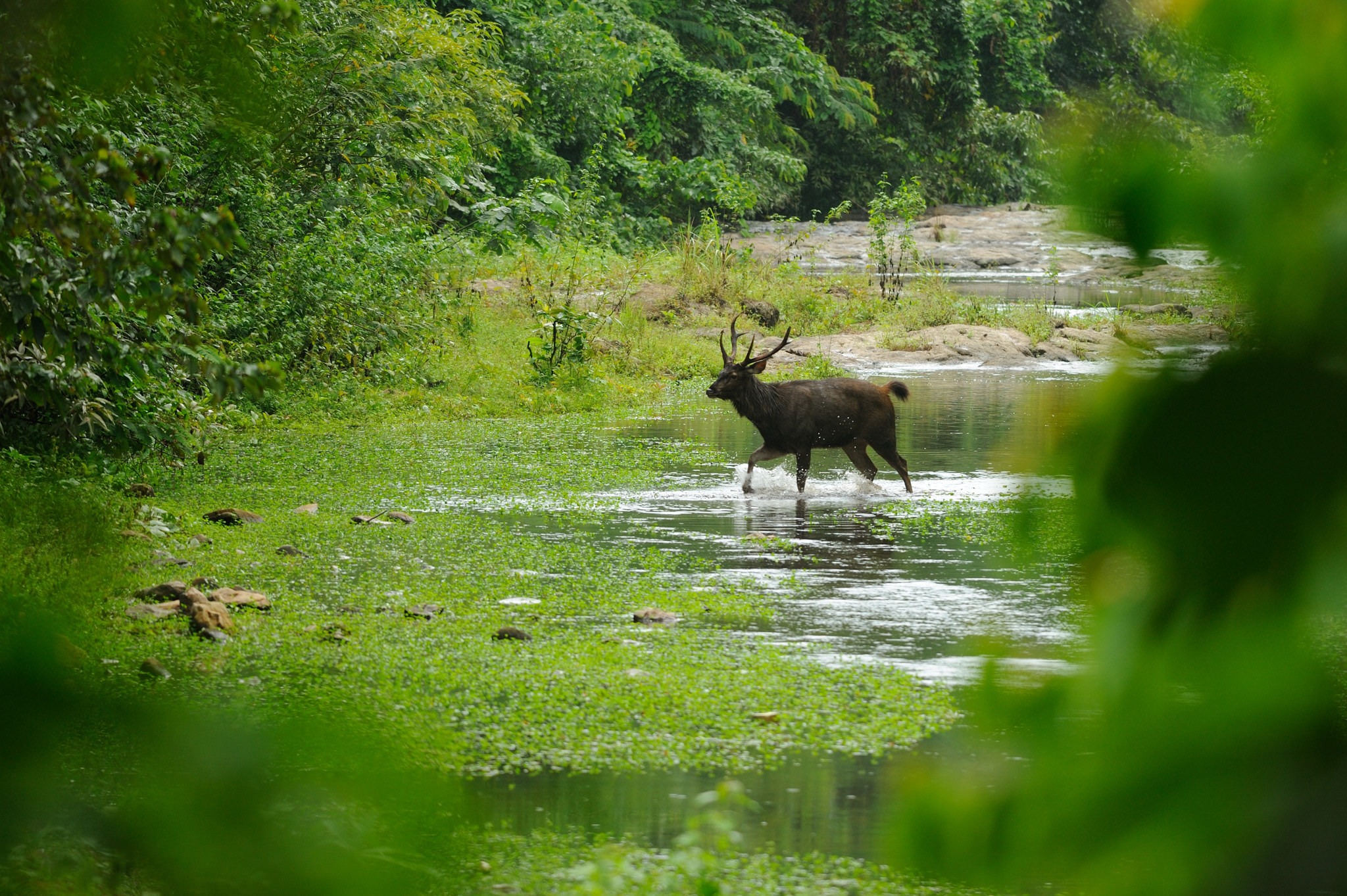
Cerf sambar
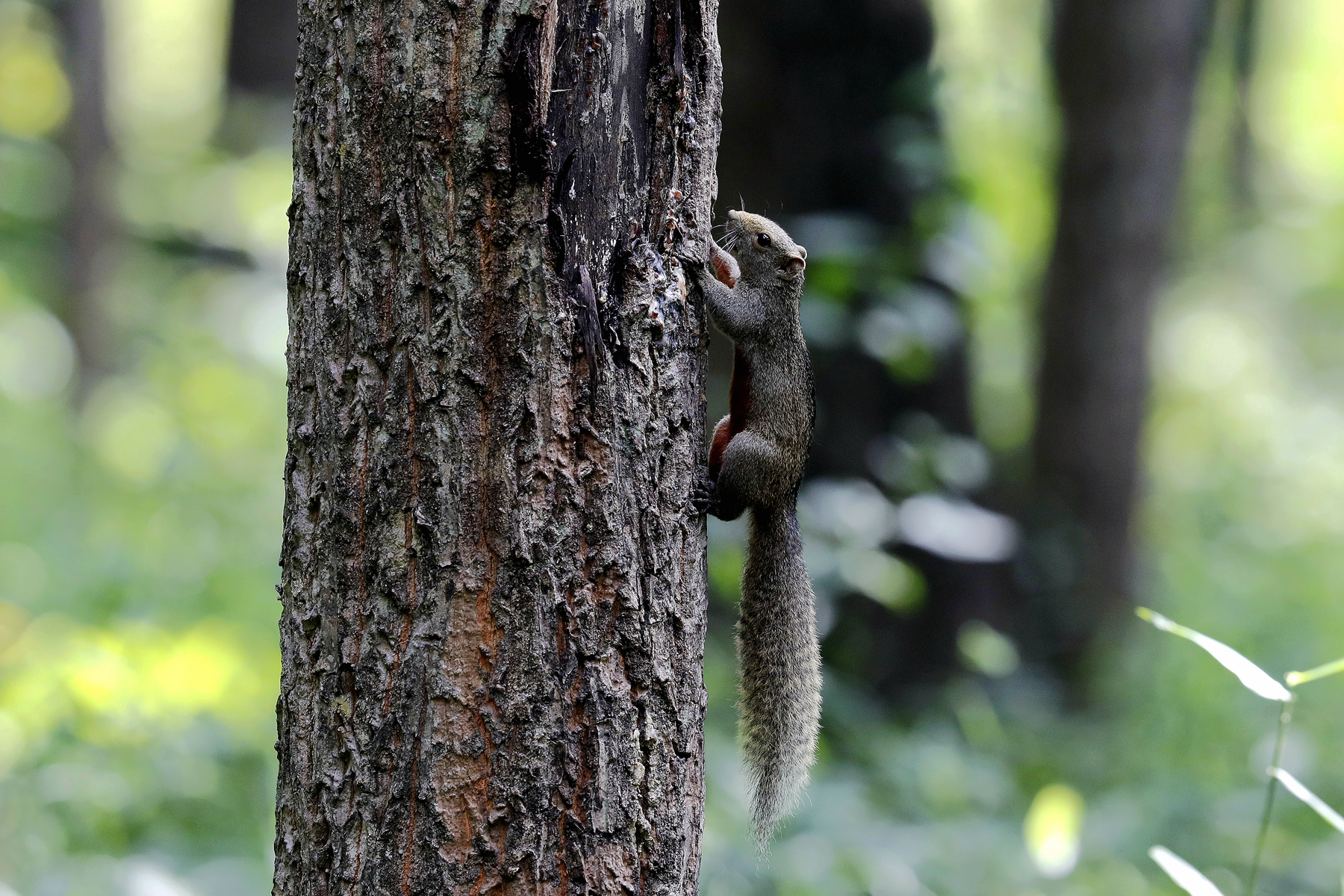
Écureuil de Pallas

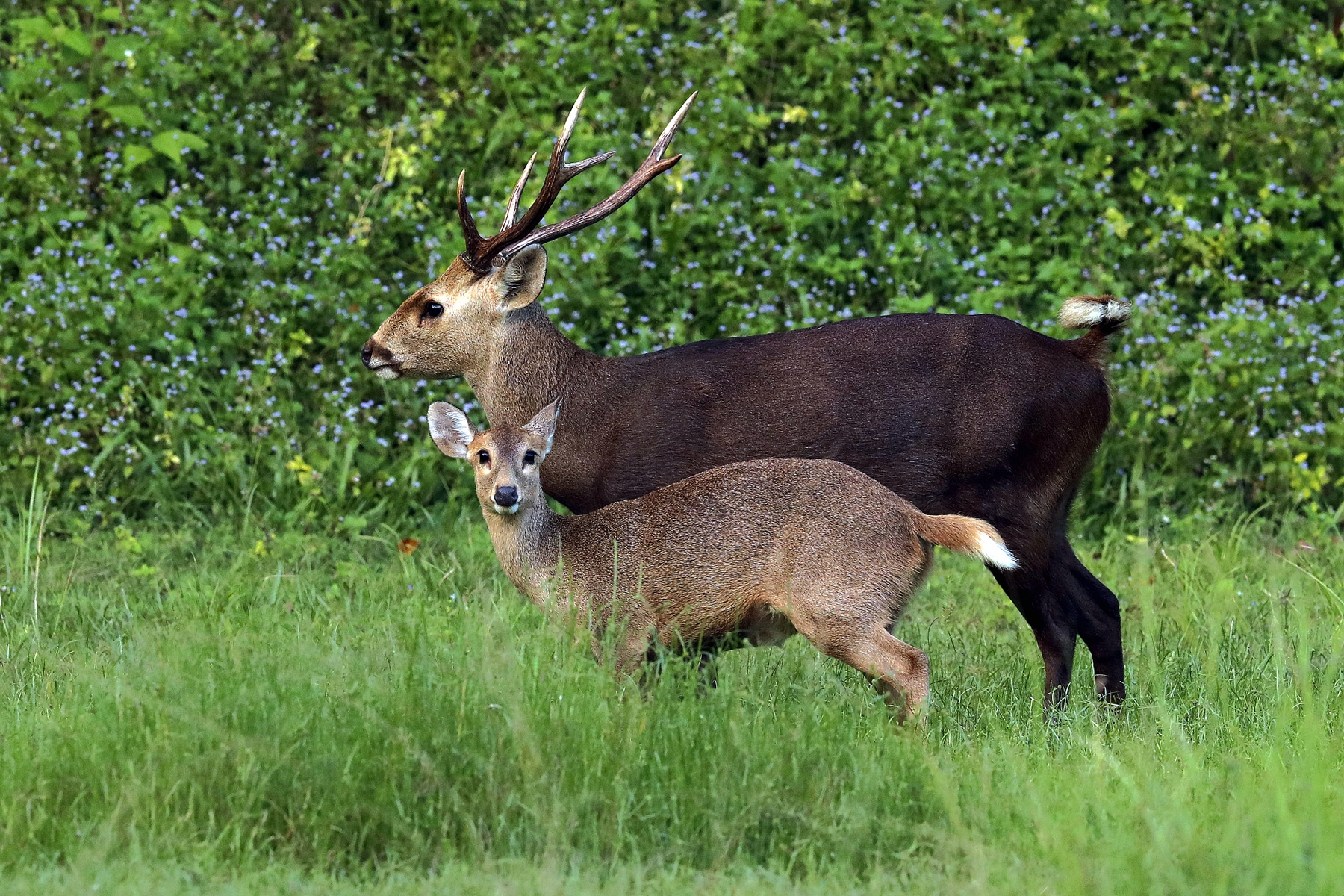
Cerf cochon et sa biche

Le complexe de la forêt de l'Ouest, constitué de 12 parcs nationaux et de 7 sanctuaires de faune abrite de 100 à 120 tigres dont près de 80 tigres dans les sanctuaires de faune de Thung Yai-Huai Kha Kaeng et les gardes forestiers protègent au péril de leur vie la nature contre les réseaux criminels de braconniers mais ils ne sont pas assez nombreux.

#### Autour de 268 espèces d'oiseaux
Il y a de nombreux oiseaux passereaux, souvent de petite taille, parfois de taille moyenne ; souvent des oiseaux chanteurs : bulbul cul d'or, couturière à longue queue, gobe-mouche du paradis, loriot à capuchon noir, petit iora, pirolle à bec rouge, shama à croupion blanc etc.

Il y a aussi de nombreux oiseaux non passereaux, souvent de taille moyenne ou grande : pygargue nain, serpentaire bacha et vautour royal ; éperonnier chinquis, faisan leucomèle et paon spicifère ; carpophage pauline ; calao à col roux ; pic à tête noire et pic à ventre blanc ; canard à ailes blanches ; trogon à poitrine jaune etc.

Oiseaux du sanctuaire de faune de Huai Kha Khaeng
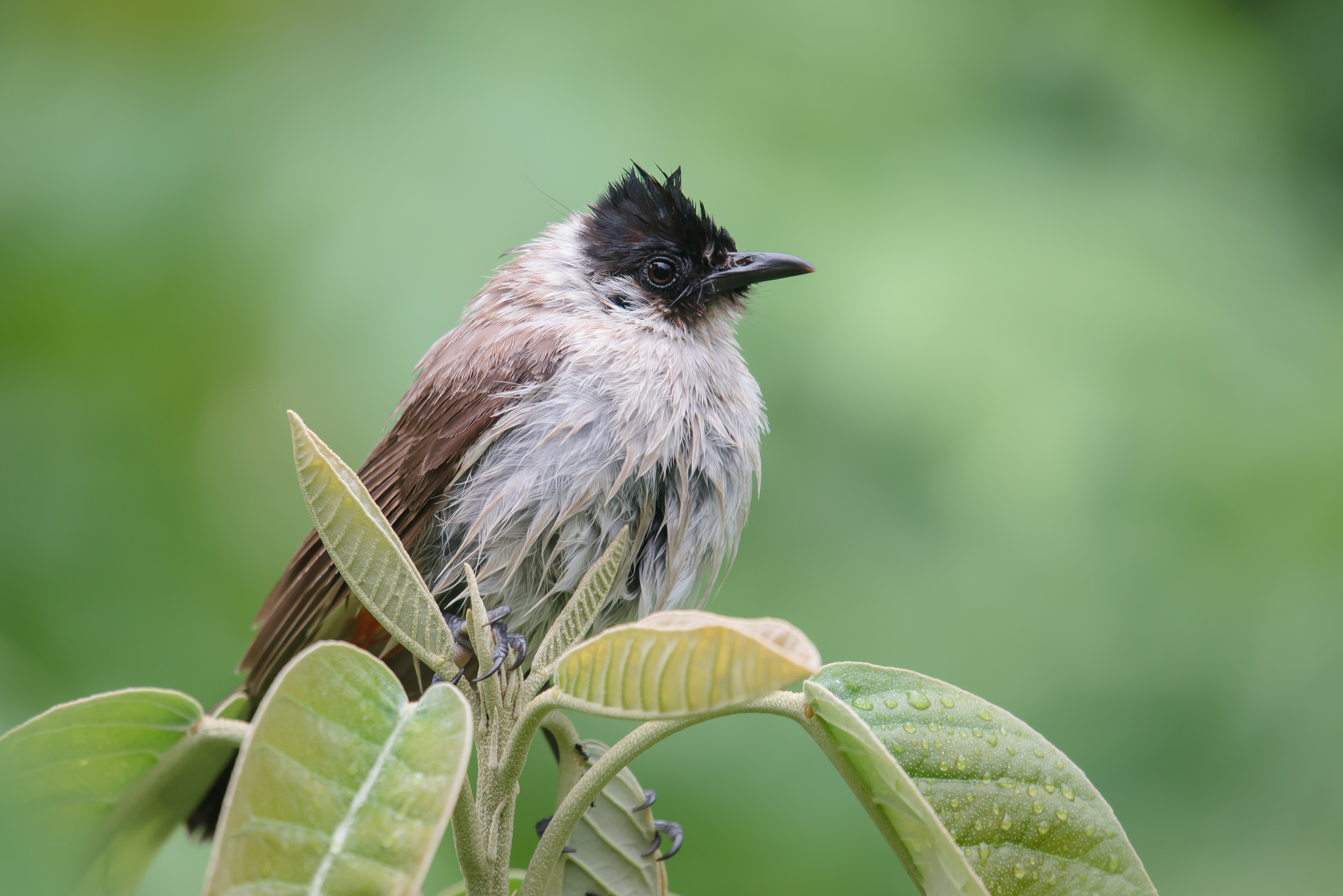
Bulbul cul d'or
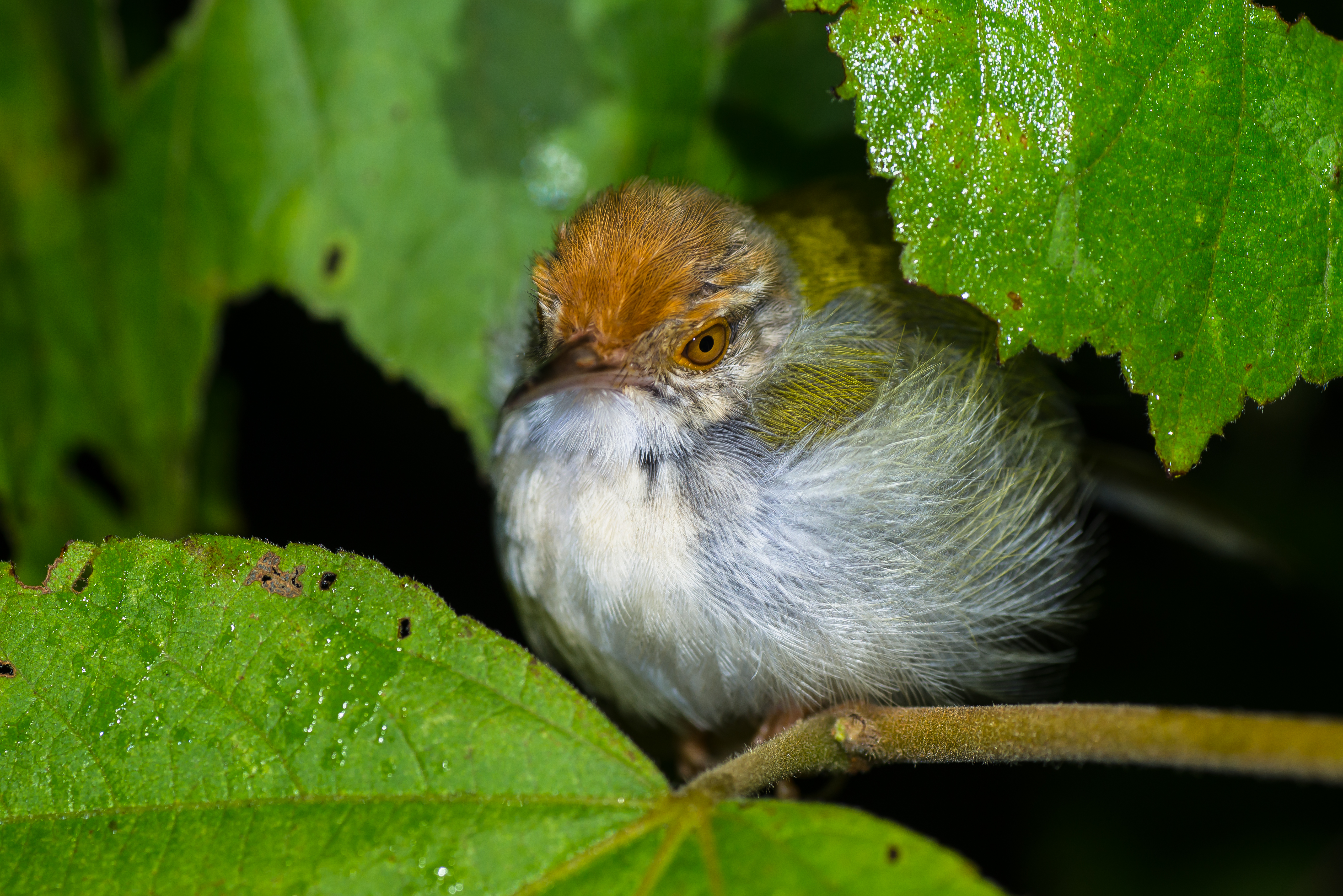
Couturière à longue queue
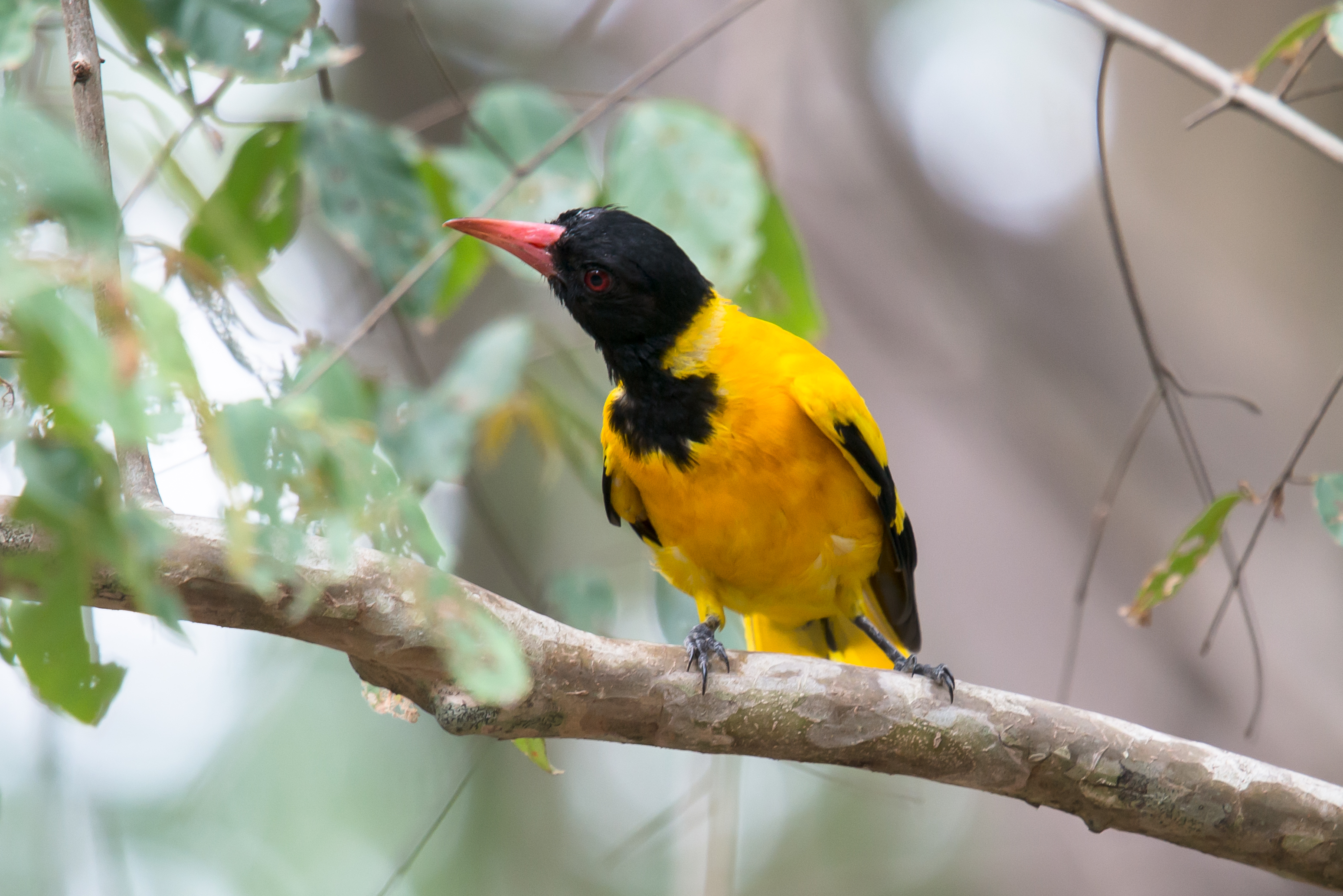
Loriot à capuchon noir
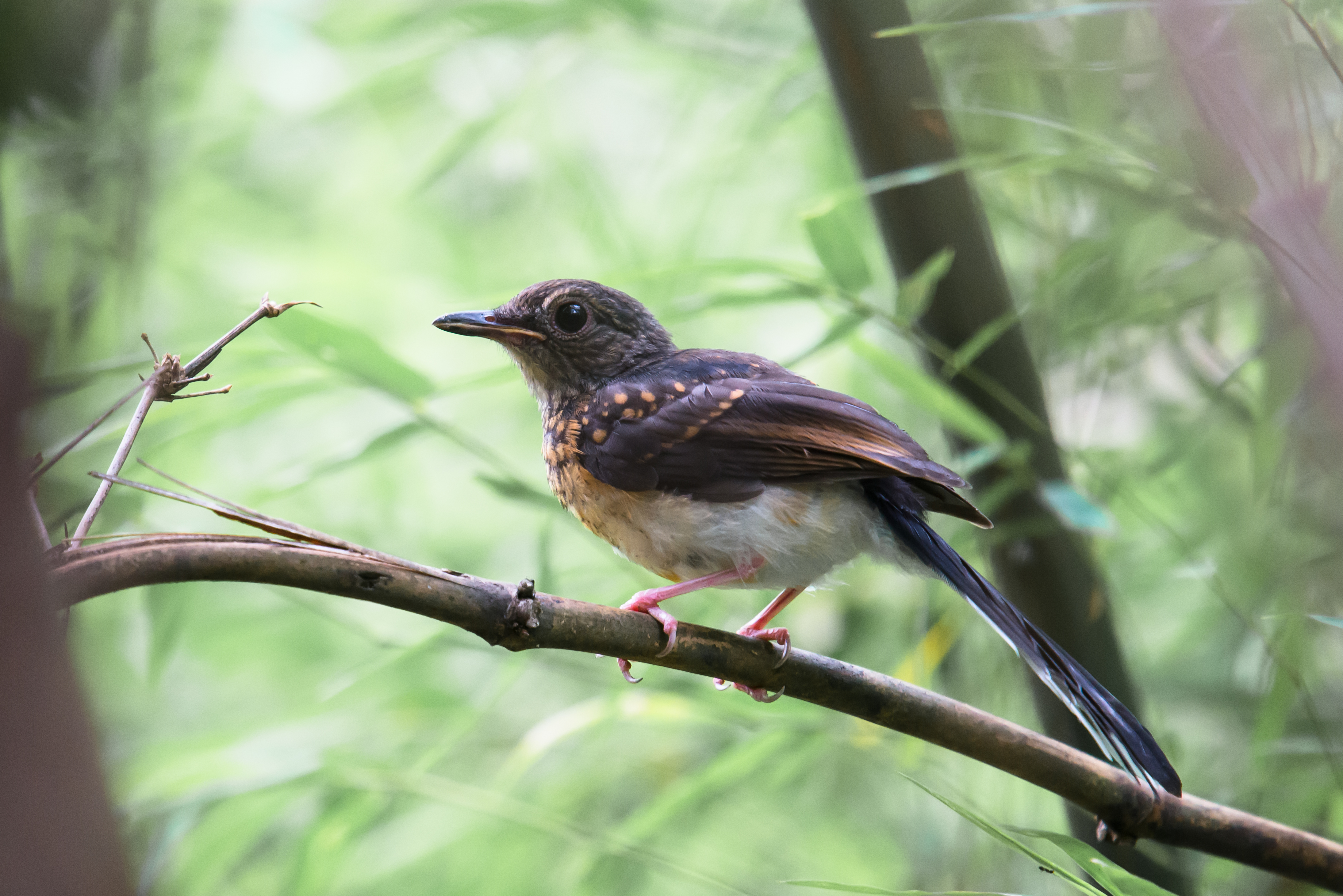
Shama à croupion blanc
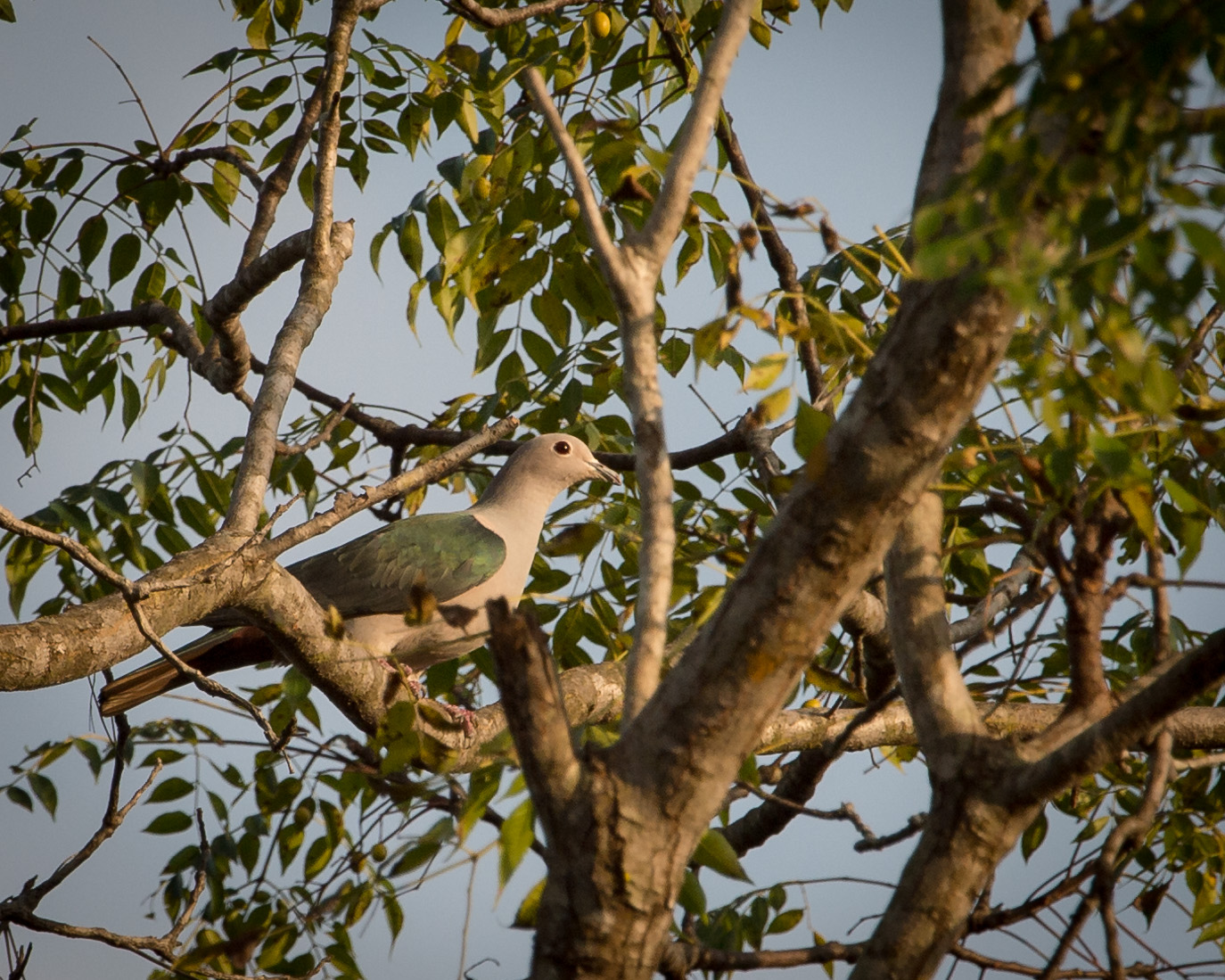
Carpophage pauline
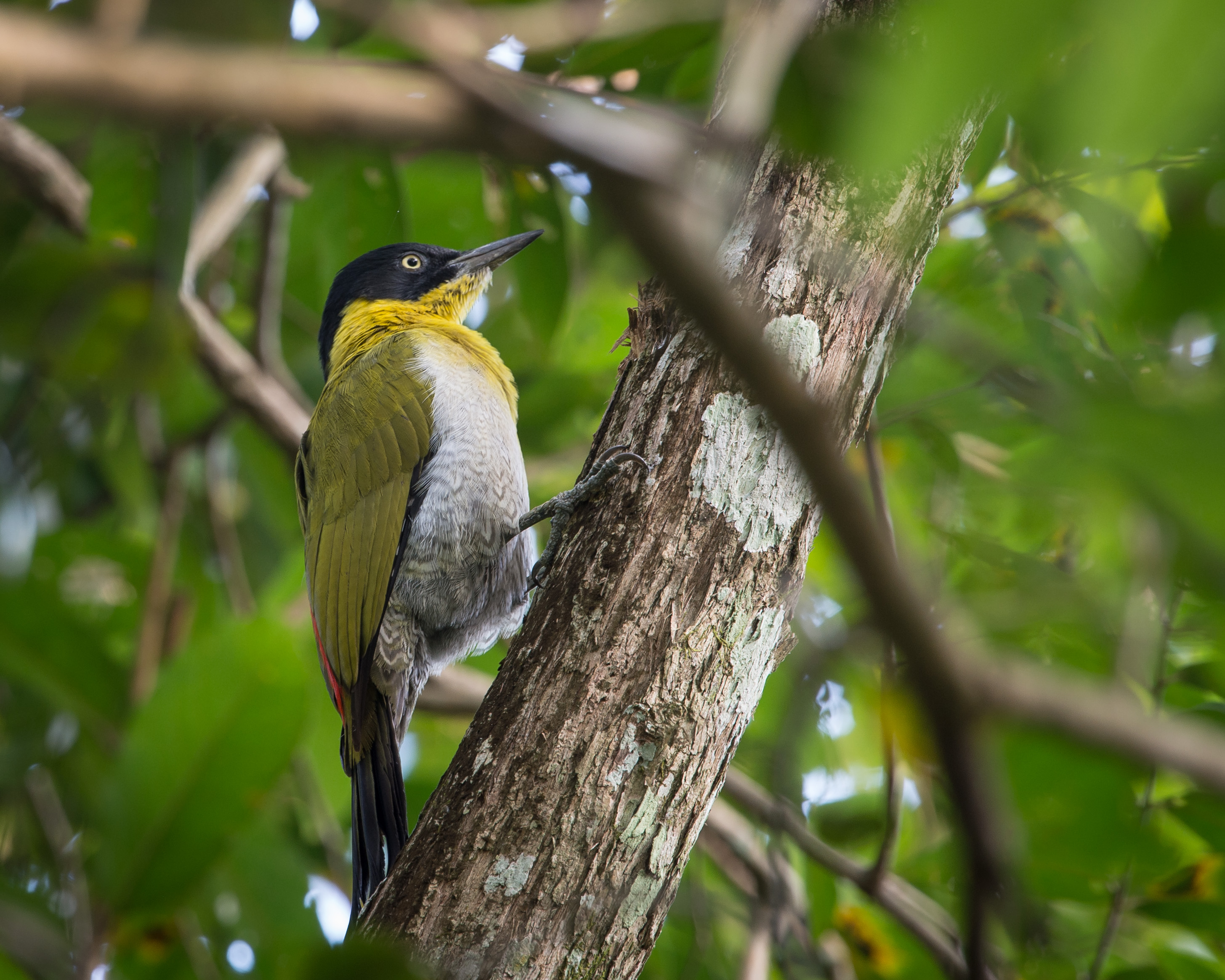
Pic à tête noire
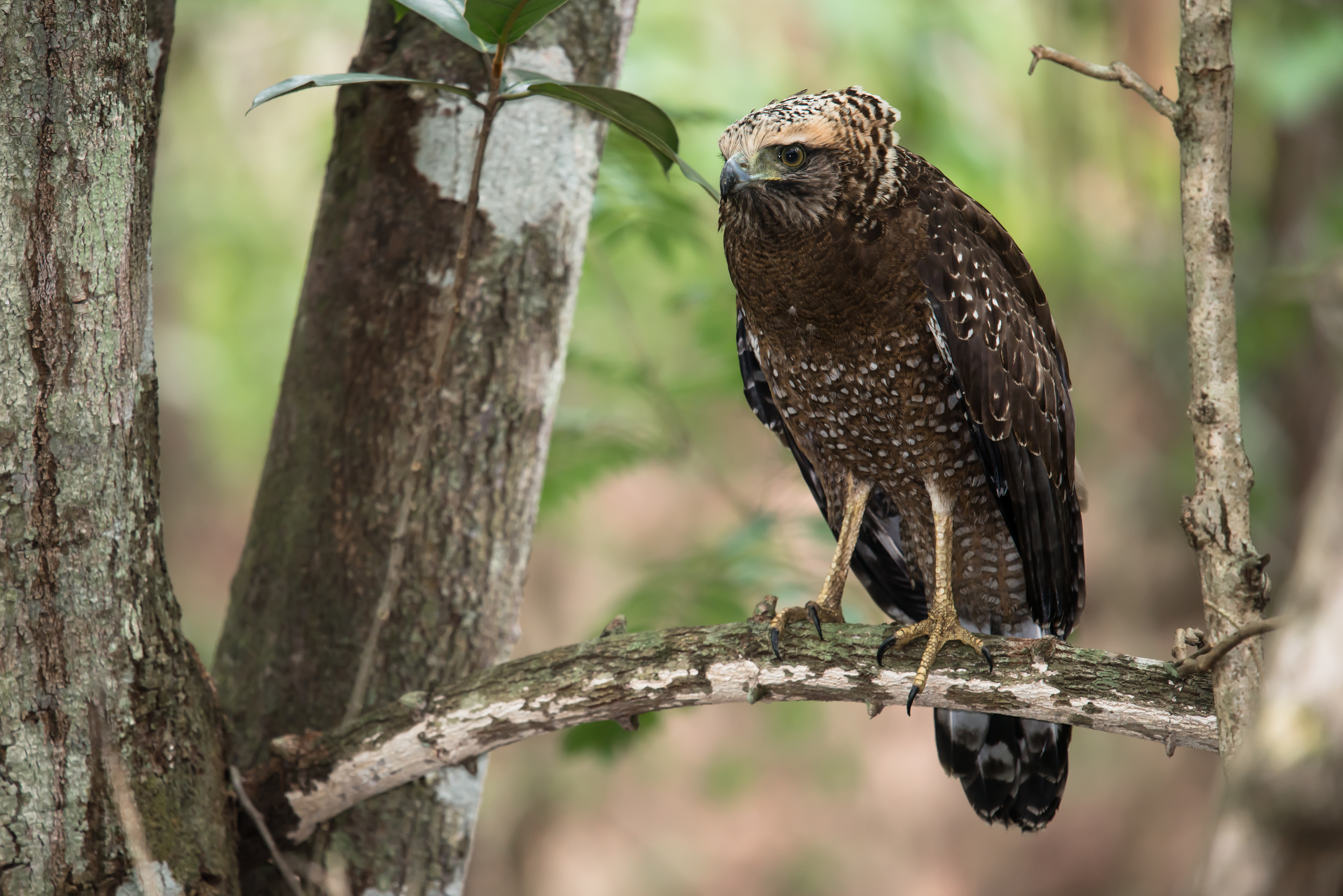
Serpentaire bacha

#### Et bien d'autres animaux
Il est aussi possible d'observer environ 110 espèces de reptiles (63 espèces de serpents, 40 espèces de lézards et 8 espèces de tortues), 48 espèces d'amphibiens, 100 espèces de poissons, de très nombreux insectes etc.

Animaux divers du sanctuaire de faune de Huai Kha Khaeng
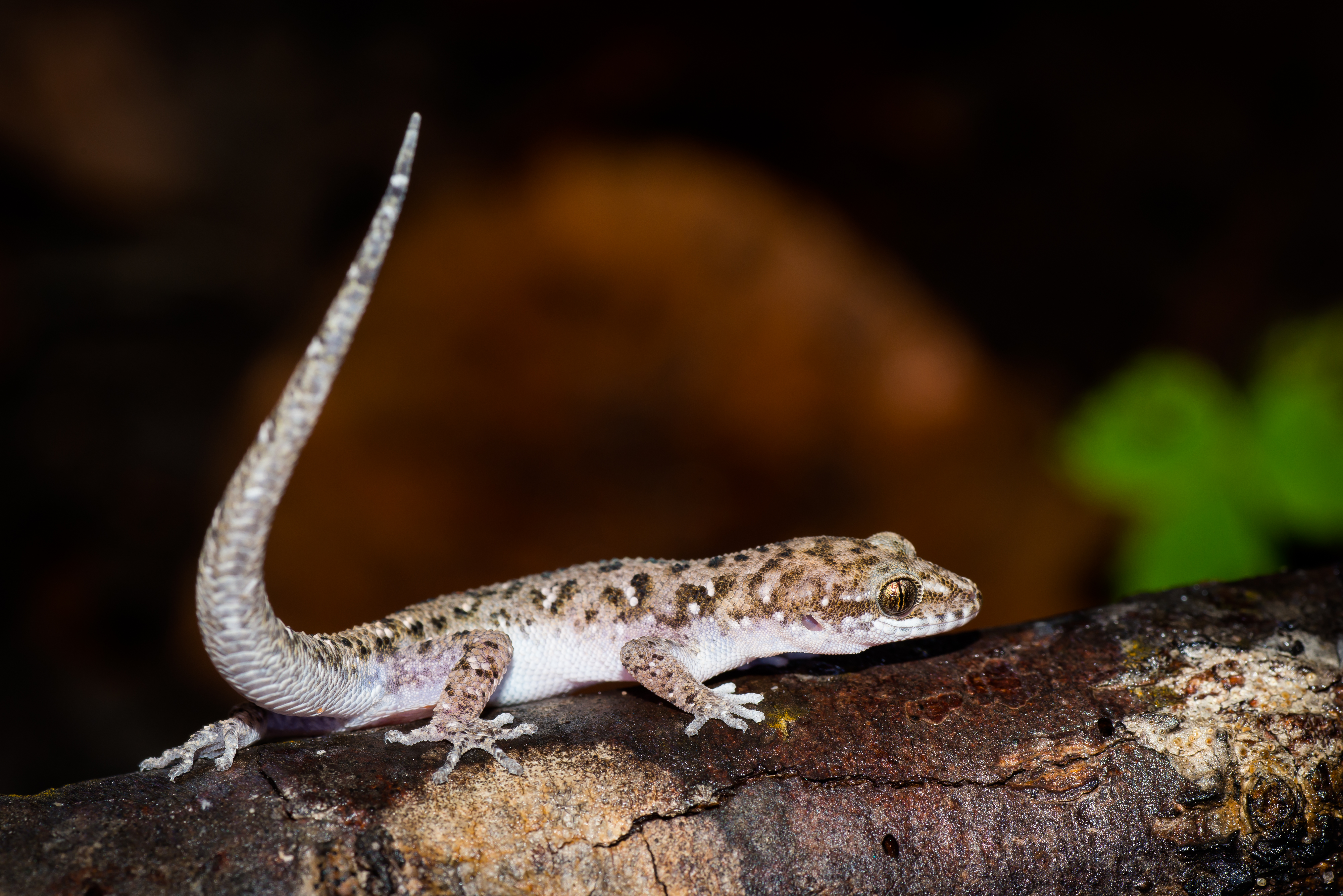
Gecko Dixonius siamensis
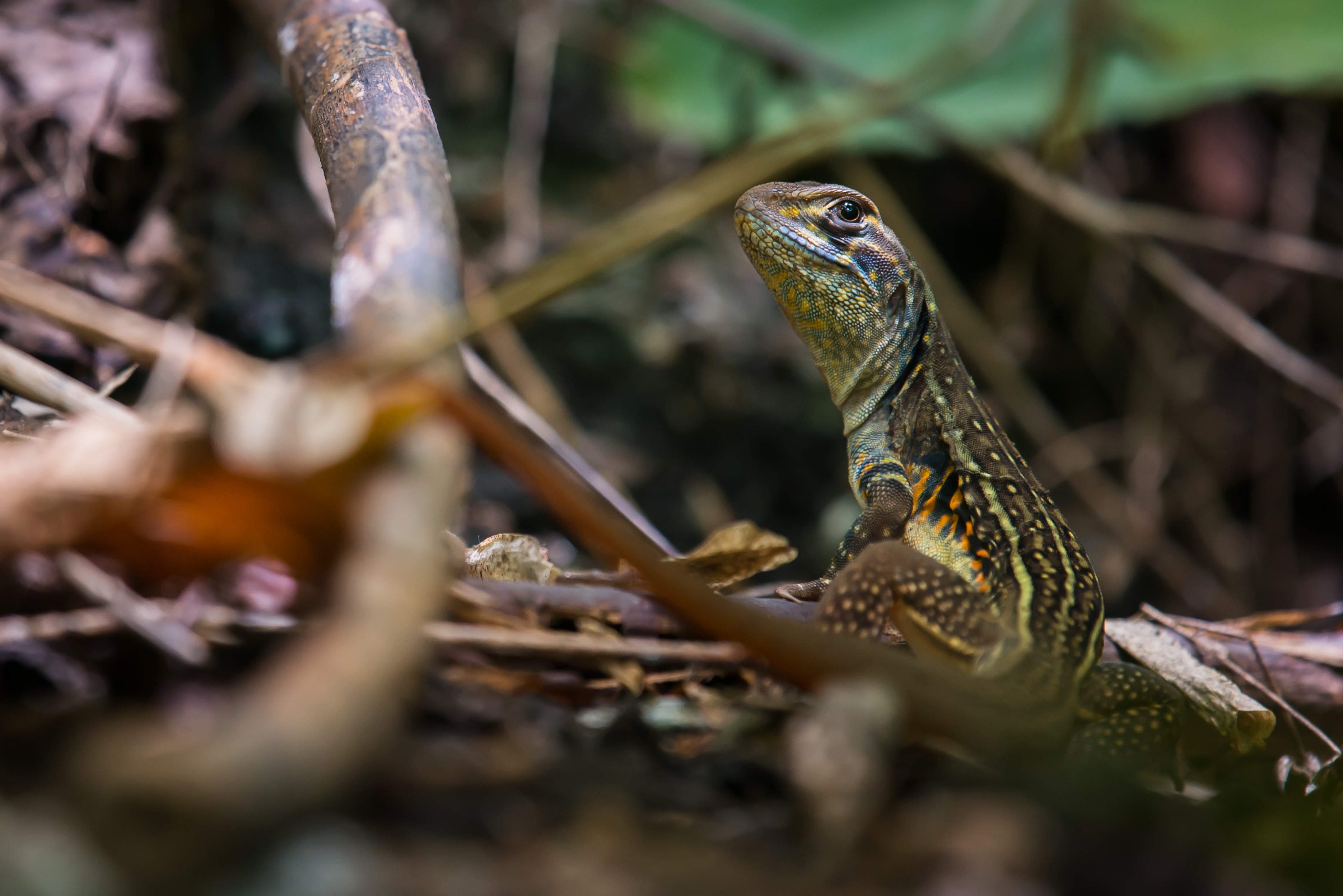
Lézard leiolepis belliana
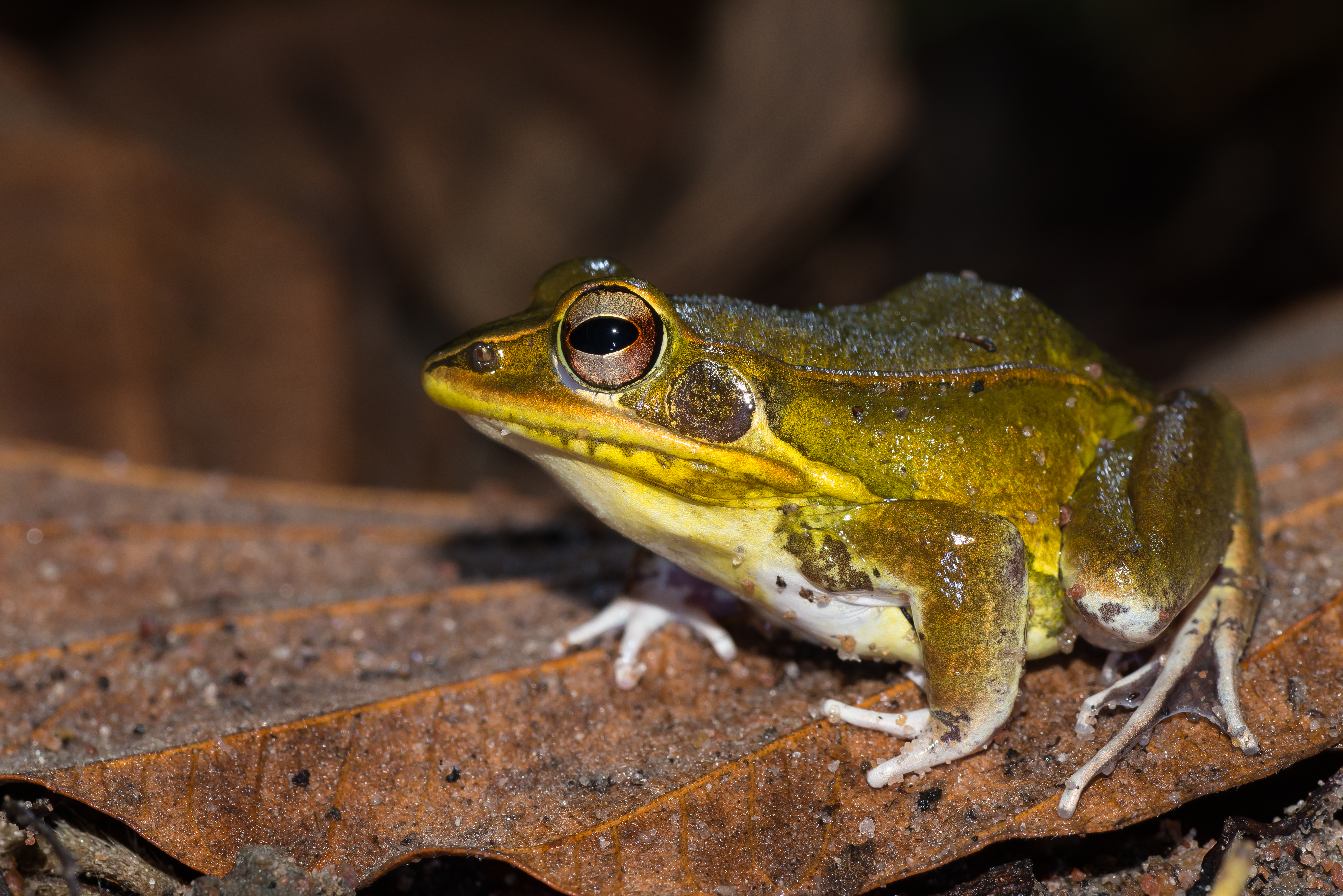
Grenouille hylarana lateralis

La faune sauvage apprécie les nombreux petits lacs, mares et marécages omniprésents dans cette région, particulièrement lors de la  saison chaude et sèche.